# 1-Chloro-9,10-bis(phényléthynyl)anthracène
Le 1-chloro-9,10-bis(phényléthynyl)anthracène est un fluorochrome courant de lumière vert-jaune. Cette substance chimique est utilisée dans les bâtons lumineux haute intensité de 30 min.